# Penyora (dret)
La penyora és un dret real de garantia, regulat pel dret civil o mercantil. Es pot constituir sobre béns de naturalesa moble en garantia del compliment de qualsevol obligació. Per penyora també es fa referència a la cosa o bé moble lliurat en garantia.

## Regulacions legals aplicables en terres de parla catalana

### Catalunya (dret civil català)
En l'actual dret civil català, el dret de penyora, que es pot constituir sobre béns mobles, valors, drets de crèdit o diners en garantia del compliment de qualsevol obligació, faculta el creditor a posseir-los, per ell mateix o per una tercera persona si s'ha pactat, i, en cas d'incompliment de l'obligació garantida, a sol·licitar-ne la realització del valor. La seva regulació està continguda al Capítol IX del Llibre V del Codi Civil de Catalunya (CCCat) i, en particular, als articles 569-12 a 569-22 d'aquest.
Requisits de constitució
La penyora es pot constituir per qualsevol títol jurídic (el més habitual serà la constitució contractual, però també seria possible una constitució mortis causa i fins i tot per usucapió) i requereix: 
- El poder de lliure disposició del bé moble empenyorat per la persona que l'empenyora.[5]
- La transmissió de la possessió dels béns als creditors o a terceres persones, d'acord amb els pignorants, per qualsevol mitjà admès peL Codi Civil de Catalunya. La possessió de la cosa per part del creditor (o del tercer designat a tal fi) és tan essencial que el dret de penyora es considera renunciat si la cosa empenyorada torna a estar en poder del seu propietari o propietària.[6][5]

Oposabilitat
La penyora tan sols té efectes contra terceres persones des del moment en què la data en què s'ha acordat de constituir-la consta en un document públic.
L'objecte del dret de penyora
Poden ser objecte de penyora tota mena de béns mobles. Així, poden ser-e objecte els següents:
- Una «cosa» o «objecte», considerada en la seva individualitat.
- Una pluralitat d'«objectes».
- Les coses fungibles (és a dir, les que poden substituir-se per altres de la mateixa espècie o qualitat).
- Els «drets», sempre que es puguin considerar béns mobles i siguin alienables (com per exemple els drets de crèdit, als que es refereix explícitament el Codi civil català).
- Els diners.
- Els valors.

Els efectes del dret de penyora
- La retenció de la cosa o bé empenyorat fins al pagament complet del deute garantit. És el seu efecte essencial.[9]
- El creditor ha de conservar el bé empenyorat amb la diligència exigible i no pot fer-ne altre ús que no sigui em simplement conservatiu.[10][11]
- La realització del bé empenyorat. Un cop vençut el deute i requerit de pagament el deutor, i mitjançant els procediments establerts, (per exemple, subhasta) el creditor pot procedir a la realització del valor del bé empenyorat.[12][13]

Penyores no possessòries
La regulació de la penyora del dret civil català fa referència a la penyora possessòria (amb lliurament de la possessió o disponibilitat del bé moble per part del pignorant). També és aplicable a Catalunya la regulació espanyola de la penyora sense desplaçament, regulada a la Llei d'hipoteca mobiliària i penyora sense desplaçament de possessió, de 16 de desembre de 1954.

### País Valencià, Illes Balears i la Franja (dret civil espanyol)
Les compilacions del dret civil de les Illes Balears i d'Aragó, així com tampoc les lleis de dret civil propi del País Valencià, no contenen cap regulació de la penyora. Per tant, la regulació aplicable és la general espanyola.
Penyora possessòria
En el dret espanyol la penyora possessòria (amb lliurament de la possessió o disponibilitat del bé moble per part del pignorant) està regulada als articles 1.857 i següents del Codi Civil espanyol.
Penyora sense desplaçament possessori
La Llei d'hipoteca mobiliària i penyora sense desplaçament de possessió de 16 de desembre de 1954 regula la penyora sense desplaçament possessori, per la qual el pignorant continua mantenint en el seu poder el bé moble donat en penyora. En aquestes penyores és requisit necessari per a la seva validesa la inscripció al Registre de béns mobles.

### Catalunya Nord (dret civil francès)
El dret civil francès regula la penyora en el Codi Civil, distingint la figura del «gage» o penyora de béns mobles corporals i el «nantissement» o penyora de béns mobles incorporals.

### Andorra (dret civil andorrà)
El dret civil andorrà, la codificació del qual està en fase inicial, no conté cap "llei pàtria" contemporània relativa a la penyora, per la qual cosa resulta d'aplicació la regulació que pugui estart continguda en les restants fonts del dret andorrà, és a dir:
- El dret català anterior al Decret de Nova Planta, integrat fonamentalment per les Constitucions i altres Drets de Catalunya de 1704.
- El costum.
- El dret comú, integrat pel dret canònic i pel dret romà.[19]

### L'Alguer (dret civil italià)
A la República italiana i, per tant, a l'Alguer, regeix el Codi civil italià, que regula la penyora ("il pegno") als seus arts. 2784 a 2.807.